# Kip Winger
Charles Frederick Kip Winger (* 21. června 1961 Denver, Colorado) je americký rockový zpěvák, baskytarista a skladatel. Nejvíce se proslavil jako frontman a spoluzakladatel rockové skupiny Winger.

## Kariéra
Kip Winger se narodil rodičům v Coloradu, kteří byli jazzový muzikanti. Ve věku 16 let začal Winger studovat klasickou hudbu od skladatelů Debussyho, Ravela a Stravinskiho v baletní třídě.
Kip Winger jako teenager založil se svými bratry skupinu Blackwood Creek, ta se však v roce 1980 rozpadla. V roce 1982 se přestěhoval do New Yorku.
V roce 1984 byl spoluautorem skladby „Bang Bang“ pro rockovou skupinu Kix. V té době se seznámil s kytaristou Rebem Beachem přes producenta Beaua Hilla a začali nahrávat společně dema. V roce 1985 se Winger připojil ke skupině Alice Coopera, kde poznal kytaristu a klávesistu Paula Taylora a hrál na dvou albech Constrictor (1986) a Raise Your Fist and Yell (1987). V březnu 1987 Winger odešel ze skupiny, aby se věnoval vlastní kapele a Paul Taylor odešel s ním.
Kip Winger se vrátil zpátky do New Yorku, aby pracoval s Beachem na nových skladbách a připojil se k ním Paul Taylor a bubeník Rod Morgenstein. Zpočátku se skupina jmenovala Sahara, ale na návrh Alice Coopera si změnili jméno na Winger.
Skupina Winger mezi lety 1987–1994 vydala tři studiová alba Winger, In the Heart of the Young a Pull. Skupina se v roce 1994 rozpadla a Winger začal sólovou kariéru.
Winger se přestěhoval do Nového Mexika a nahrál tři sólová alba. První dvě alba se zaměřovala víc na žánry akustický rock a soft rock, zatímco třetí album už bylo zaměřené do žánrů progresivní rock a symfonický rock.
V roce 2001 se skupina Winger dala znovu dohromady a do roku 2003 absolvovala několik úspěšných turné.

## Osobní život
Koncem 80. let byl ve vztahu s novozélandskou topmodelkou Rachel Hunter.
V roce 1991 se oženil s Beatrice Richter. V listopadu 1996 jeho manželka zemřela při autonehodě.
V červenci 2004 se oženil s Paulou DeTullio. Nakonec se v roce 2019 rozvedli.
Od roku 2002 žije v Nashvillu.